# Pálfi Zoltán
Pálfi Zoltán névvariáns: Pálfy (Szeged, 1957. június 10. –) magyar színész, rendező.

## Életpályája
Amatőrként kezdte pályáját 1973-ban Szegeden, a Minerva színpadon, majd 1978-tól 1 évig a Szegedi Nemzeti Színházban dolgozott segédszínészként. 1984-ben színészként diplomázott a Színház- és Filmművészeti Főiskolán, osztályvezető tanára Simon Zsuzsa volt. Először a zalaegerszegi Hevesi Sándor Színházhoz szerződött. 1987 és 1989 között a debreceni Csokonai Színházban játszott. 1989-től az egri Gárdonyi Géza Színház társulatának volt tagja. 2010-től előbb vendégként, majd állandó tagként, a Szegedi Nemzeti Színház művésze, de Egerben is játszik és rendezéssel is foglalkozik.

## Színházi szerepeiből
- Iszaak Emmanuilovics Babel: Húsvét... Paska Trunov, ezredparancsnok
- Mándy Iván–Kemény Gábor–Fodor Ákos: Mélyvíz... Főhadnagy
- John Webster: A fehér ördög... Antonelli; Hortensio
- Lerner-Loeve: My fair Lady... Pickering ezredes
- Friedrich Schiller: Ármány és szerelem... Von Kalb, udvarnagy
- L. Frank Baum – Tamássy Zdenko: Óz, a nagy varázsló... Henry bácsi (a bádogember)
- Alexandr Gelman: Prémium (egy pé-bé ülés jegyzőkönyve)... Szolomahin, a PB titkára
- Bertolt Brecht: Sophokles Antigonéja... thébai vén
- Bertolt Brecht: Kurázsi mama és gyermekei... Idősebb katona
- William Shakespeare: Vízkereszt, vagy amit akartok... Malvolio, Olivia udvarmestere; Antonio
- William Shakespeare: Macbeth... Ross
- Molière: Tartuffe... Orgon
- Teleki László: Kegyenc... Udvaronc
- Várkonyi Mátyás-Gárdonyi-Béres:Egri csillagok (musical)... Dobó István várkapitány
- Jókai Mór: A kőszívű ember fiai... Zichi
- Arthur Schnitzler–Böhm György–Prekop Gabriella: A Zöld Kakadu... Rollin a költő
- Görgey Gábor: Komámasszony, hol a stukker?... Cuki, az alvilágból
- Ivo Brešan: Paraszt Hamlet... Macsak, a Szövetkezeti Bizottság elnöke, Laertes szerepében
- Romhányi József–Horusitzky Zoltán: Csipkerózsika... A király
- Békés Pál: Pincejáték... Ón, harminc körüli
- Noël Coward: Vidám kísértet... Mr. Brandman
- Tömöry Péter: Vőlegényfogó... Czebréné
- Márton László: A törött nádszál... Székely Mózes
- Ken Kesey: Kakukkfészek... Bromden indián főnök; dr.Spivey
- Csemer Géza–Szakcsi Lakatos Béla: Cigánykerék... Czinder Mókus (parkőr, a Kanonok)
- Mihail Afanaszjevics Bulgakov: A Mester és Margarita... Arcsibald Arcsibaldovics (Fokics)
- Jerry Bock: Hegedűs a háztetőn... Rabbi; Lázár Wolf, mészáros
- Erich Kästner: Május 35... Negro Kaballo
- Gregg Opelka: Sze La Vi... A tulajdonos
- Pozsgai Zsolt–Bradányi Iván–Nagy Tibor: A kölyök... Ted (Harry Colbert, Bíró)
- Moravetz Levente: A fejedelem... György
- Anton Pavlovics Csehov: Három nővér... Kuligin (tanár, Mása férje)
- Szép Ernő: Kávécsarnok... Alajos
- Háy Gyula: Mohács... Báthori István (nádor)
- Dale Wassermann–Mitch Leigh–Joe Darion: La Mancha lovagja... Kormányzó (Fogadós)
- Friedrich Dürrenmatt: Az öreg hölgy látogatása... Főkomornyik
- Fridrich Dürrenmatt: Az öreg hölgy látogatása... Rendőr
- Huszka Jenő: Mária főhadnagy... Biccentő
- Gyárfás Miklós: Tanulmány a nőkről... Gegucz Bálint
- Tim Rice–Andrew Lloyd Webber: József és a színes szélesvásznú álomkabát... Ruben
- Lehár Ferenc: Luxemburg grófja... Lanchester
- Efrájim Kishon: Házasságlevél... Elimeleh
- Ion Luca Caragiale: Az elveszett levél... Jogőr
- Benjamin Jonson: Volpone... Leone kapitány
- Peter Shaffer: Amadeus... Gottfried báró, a Császári Könyvtár prefektusa
- Kálmán Imre: Csárdáskirálynő... Leopold Mária, Lippert-Weilersheim hercege
- Papp András–Térey János: Kazamaták... Pócs Péter, honvéd tüzérezredes
- Molnár Ferenc: Előjáték Lear királyhoz.... Fodrász
- Molnár Ferenc: Marsall.... San-Friano báró
- Annie-musical... Oliver Warbucks
- Szigligeti Ede: Liliomfi... Szilvay Tódor professzor
- László Miklós: Illatszertár... Hammersmidt
- Szerelmes Shakespeare... Ralph/dajka
- Dés László : Valahol Európában... Simon Péter
- Anton Pavlovics Csehov: Sirály... Szorin
- Örkény István: Macskajáték... Csermlényi Viktor, operaénekes

## Filmek, tv
- Appassionata (1982)
- Történetek a vonaton (1983)
- Vérszerződés (1983)
- Elcserélt szerelem (1983)
- Te rongyos élet (1984)
- Redl ezredes (1985)... Mészáros hadnagy
- Enyéim nevében (1986)
- Johann Strauss: A denevér (1988)
- Vadon (1989)
- Vörös király, fehér lovag (1989)
- Szomszédok  90. rész (1990) 254. rész (1997)
- Törvénytelen (1995)
- Aranyoskáim (1996)
- Família Kft. (1996)... Angol úr
- A Notre Dame-i toronyőr (1997)
- Kisváros (sorozat)

A buszon című rész (1996)
Nyaral a gyilkos című rész (1996)
Az esküvő című rész (1997)
- TV a város szélén (sorozat)

Toppantó című rész (1998)
- Családi kör (sorozat)

Törökinduló című rész (2000)
Elégedetlen szülő, elégedetlen gyerek? című rész (2023)... Ede bácsi
- Családi album (sorozat)

A kulcs című rész (2001)
- A Hortobágy legendája (2008) Szilai
- Barátok közt (sorozat) (2006, 2007, 2008, 2009)... Frici bácsi, Kinga apja
- Bunkerember (2010)
- A 3.Birodalom(Netflix) (2023) von Hindenburg

## Rendezéseiből
- Az ördögkirály kútja (Minerva produkció)
- Wakan Tanka-táncopera (Minerva produkció)
- Equus (Gárdonyi Géza Színház)
- Jövőre veled ugyanitt (Pinceszínház Eger)
- Ismeri a tejutat? (Gárdonyi Géza Színház)
- Hoppláda (Pinceszínház Eger)
- Komámasszony hol a stukker? (Székelyudvarhely, Tomcsa S.Színház),
- Csillagok Buffalóban (Székelyudvarhely, Tomcsa S.Színház)
- Pinokkió (Pinceszínház Eger)
- Négyszögletű kerek erdő (Pinceszínház Eger)
- Hagymácska (Pinceszínház Eger)
- Micimackó (Pinceszínház Eger)
- A szándék-Eszterházy (Pinceszínház Eger)

## Díjak, elismerések
- Szivárvány-díj (2001)
- SzeLaVi-díj, Eger (2020.)
- Kölcsey-érem, Szeged (2021.)